# 南方民主同盟
南方民主同盟（英語：Southern Democratic Alliance）是香港首個為爭取種族平等的政黨，現約有600多名成員。成員有華裔香港人、尼泊爾裔香港人、巴基斯坦裔香港人和印度裔香港人，擔當主席一職是華裔香港人龍緯汶。根據龍緯汶所說，在2003年10月，一群對政治有熱誠的南亞裔人士有感少數族裔在港生活困難，決定聯合認同他們的華人籌組政黨，直接向政府表達訴求。雖然少數族裔生活困苦，但礙於文化不同兼語言不通，他們大多不會主動尋求協助。現時，在香港議政架構（區議會和立法會）中，沒有一個是代表少數族裔的團體，也沒有屬於少數族裔的議員，因而他們的聲音大多被埋沒。「南同盟」現已致力擴展規模，並且會諮詢專家分析選區情況和政綱，希望循序漸進成為一個全面和穩定的政黨。
2008 年立法會選舉，南方民主聯盟在九龍西選區首次派出候選人，提名的候選人是黨主席龍緯汶和天堂之路精神領袖蘇克拉班塔瓦（尼泊爾裔）。在 2008 年 9 月 7 日的投票日，聯盟在 206,583 票中僅獲得 591 票，即 0.3%。 

## 參與公務
- 香港大學政治及公共行政學系公民社會指標研究計劃受訪單位（2006）
- 博愛月全港屋村籌款協助單位（2005-）
- 香港天主教香港教區青年牧民委員會「傳情觸角」計劃協辦單位（2004-2005）

## 執委資料
- 主席：龍緯汶（深水埗區議會增選委員）
- 財務長：Tikaram Limbu
- 婦女部召集人：Genu Limbu
- 青年部召集人：Thapa Komal
- 尖沙咀召集人：Thapa Dhan（油尖旺區議會增選委員）
- 荃葵區召集人：Gurung Bishwa
- 巴基斯坦部召集人：Aziz But

## 評論種族歧視條例草案
- 主持：南方民主同盟主席龍緯汶
- 評論員：
  - 南方民主同盟秘書長少校 Limbu Saran 先生
  - 南方民主同盟婦女部副專員 Limbu Sabu 女士
- 主持：南方民主同盟婦女部副專員 Limbu Sabu 女士
- 評論員：
  - 南方民主同盟會員 Limbu Arati女士
  - 南方民主同盟會員 Samekham Zeena 女士